# 宋碧琪
宋碧琪（葡萄牙語：Song Pek Kei，1985年6月20日—）是澳門政治人物、社區工作者，擁有澳門大學法學學士及碩士學位，曾任澳門立法會第五、六屆直選議員，為歷來最年輕的當選者之一。她活躍於社團及青年事務，曾任福建省政协委員，現為重庆市政协常委、民眾建澳聯盟副主席及多個本地團體負責人，關注教育、青年、婦女與社區發展等議題。

## 經歷
宋碧琪出生於1985年，畢業於澳門大學法學院，取得法學學士及碩士學位。早年從事社區服務工作，關注青年發展與基層民生議題。
2012年至2013年間，她擔任澳門社區服務諮詢委員會北區委員，積極參與社區政策諮詢與公共服務評估工作。2013年，年僅28歲的她代表民眾建澳聯盟參選澳門立法會，成功當選第五屆立法會直選議員，成為當時歷來最年輕的議員。其後於2017年、2021年均成功連任。
任職期間，她參與婦女、青年、社區、司法等多個議會工作小組，並關注教育制度、法制建設、居住政策與就業支援等議題，曾多次發表書面質詢與修法建議。
除議會工作外，她長期參與社團及青年聯合會事務，曾任政協第十二屆福建省委員會委員（2018－2022），現為政協第六屆重慶市委員會常務委員。亦出任民眾建澳聯盟副主席、民眾願景協會會長、澳門福建同鄉總會執行會長，及中華全國青年聯合會與河北省青聯領導成員。